# Sinfonia n. 4 (Prokof'ev)

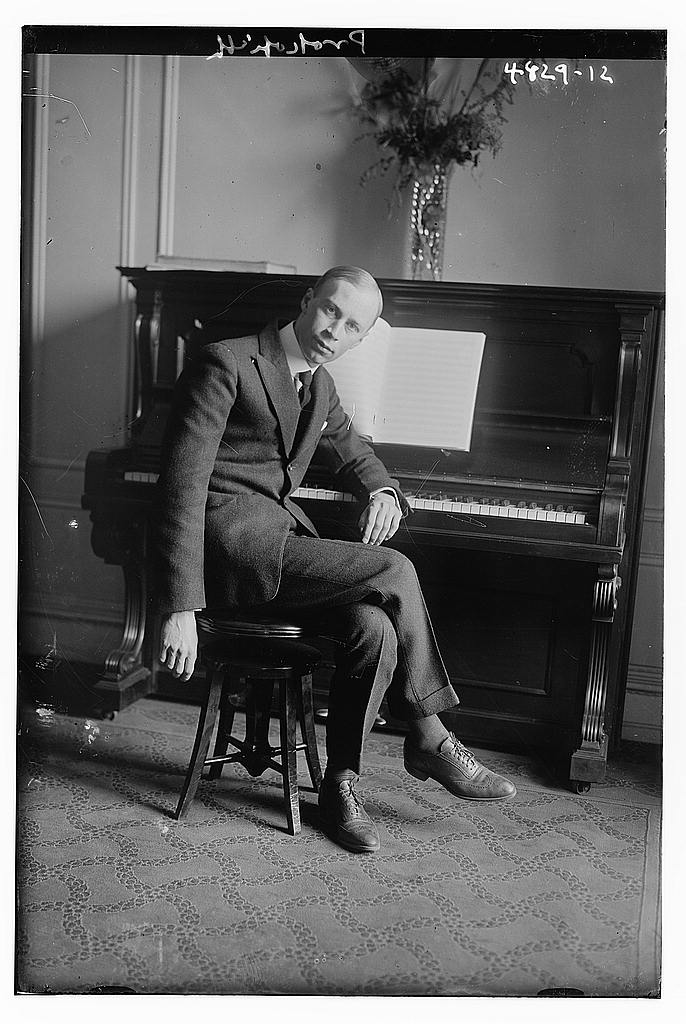
Sergej Prokof'ev 1918

La Quarta sinfonia in Do maggiore op.47 è stata scritta da Sergej Prokof'ev fra il 1929 e il 1930. Nel 1947 il musicista ne creò una seconda versione, sempre in Do maggiore, col numero d'opera 112.

## Sinfonia numero 4, Op.47
Sergej Kusevickij, essendo diventato direttore stabile della Boston Symphony Orchestra, chiese nel 1929 a diversi compositori di scrivere un'opera per i 50 anni della formazione orchestrale. Tra la fine del 1929 e l'inizio del 1930 Prokof'ev scrisse per l'occasione la sua Quarta sinfonia; come aveva già fatto con il suo precedente lavoro sinfonico tratto in gran parte da L'angelo di fuoco, il musicista elaborò la nuova composizione utilizzando materiale tratto dal precedente balletto da lui scritto, Il figliol prodigo composto nel 1928. La prima esecuzione della sinfonia fu il 14 novembre 1930 alla Symphony Hall di Boston con la direzione di Kusevickij. Prokof'ev stesso ammise che il suo lavoro non fu un successo; messo poi a confronto con la composizione scritta da Igor' Stravinskij per la stessa occasione, la Sinfonia di Salmi, che ebbe accoglienze calorose, l'insuccesso fu ancora più evidente. La composizione non si riscattò nemmeno alla prima esecuzione europea a Montreux, in Svizzera, il 18 dicembre. 
La sinfonia , della durata di circa 25 minuti, è composta da quattro movimenti:
- Andante - Allegro eroico
- Andante tranquillo
- Moderato, quasi allegretto
- Allegro risoluto.

### Organico
Ottavino, due flauti, due oboi, corno inglese, due clarinetti, clarinetto basso, due fagotti, controfagotto, quattro corni, due trombe, tre tromboni, basso tuba, timpani, rullante, piatti, grancassa, archi

## Sinfonia numero 4, Op.112
Quando Prokof'ev nel 1930 scrisse la Quarta sinfonia lo fece in poco tempo, frettolosamente per ottemperare a un incarico, utilizzando in gran parte la partitura de Il figliol prodigo. Nel 1947 il musicista terminò la sua Sesta sinfonia e decise di rimettere mano alla Quarta, opera che egli amava nonostante tutto, dandole un nuovo numero d'opera, il 112.
Il compositore ampliò notevolmente la partitura che passava così da 25 a 40 minuti di durata. La parte che venne più modificata fu il primo tempo, Andante - Allegro eroico che raddoppiò di lunghezza. Cambiamenti vennero apportati anche agli altri tre movimenti, ma sostanzialmente il lavoro mantenne la sua struttura, anche se Prokof'ev riuscì a eliminare quell'impronta di frettolosità della prima versione. La modifica più evidente è nel finale dell'Allegro risoluto che assume una connotazione più grandiosa. Il tratto distintivo più "costruito" dell'op.112 è rafforzato dall'introduzione di altri strumenti nell'orchestra, tra cui il pianoforte e l'arpa.

Il carattere predominante di questa sinfonia è quello de Il figliol prodigo di chiarezza e a volte di impressione intimista; qui però l'aspetto un po' sarcastico del balletto non è presente, prevalgono invece toni più melodiosi come nel terzo tempo Moderato quasi allegretto o grandiosi nell'Allegro eroico.
Dopo l'esecuzione della Sesta sinfonia, accolta con grande freddezza, nel gennaio 1948 il Comitato Centrale del Partito Comunista si scagliò contro Prokof'ev, Šostakovič e altri compositori accusandoli di formalismo e di tendenze musicali "guaste"; venne anche pubblicato un elenco di opere eretiche. Quasi certamente questo fu il motivo per cui la nuova versione della sinfonia non ebbe una prima esecuzione e dovette aspettare fino al 1950 quando venne eseguita in trasmissione radiofonica dalla BBC Symphony Orchestra diretta da Adrian Boult. In Unione Sovietica l'opera fu eseguita solo dopo la morte del compositore nel 1957 dall'Orchestra Sinfonica dell'Unione Sovietica diretta da Gennadij Roždestvenskij.

### Organico
Ottavino, due flauti, due oboi, corno inglese, due clarinetti, clarinetto piccolo, clarinetto basso, due fagotti, controfagotto, quattro corni, tre trombe, tre tromboni, basso tuba, timpani, woodblock, tamburello basco, triangolo, rullante, piatti, grancassa, pianoforte, arpa, archi

### Movimenti
- Andante - Allegro eroico
- Andante tranquillo
- Moderato, quasi allegretto
- Allegro risoluto.